# باول ويليس (لاعب كريكت)
باول ويليس (15 يونيو 1952 في المملكة المتحدة - ) (بالإنجليزية: Paul Willis)‏ هو لاعب كريكت بريطاني. لعب مع Lincolnshire County Cricket Club ‏.

## وصلات خارجية
- باول ويليس على موقع إي آس بي آن كريك إنفو (الإنجليزية)